# Дербентский
Дербе́нтский (также Дербенец) — хутор в Тимашёвском районе Краснодарского края России.
Входит в состав Дербентского сельского поселения.

## География
Уличная сеть
| - пер. Ленинский, - ул. Азовская, - ул. Бойкая, - ул. Братская, - ул. Весёлая, - ул. Восточная, - ул. Выгонная, - ул. Дербентская, - ул. Дядьковская, - ул. Егорлыкская, | - ул. Еременко, - ул. Заречная, - ул. Зелёная, - ул. Кирпильская, - ул. Ковтюха, - ул. Колхозная, - ул. Коммунальная, - ул. Комсомольская, - ул. Котовского, - ул. Красная, | - ул. Красноармейская, - ул. Кропоткина, - ул. Крупской, - ул. Курганная, - ул. Ленина, - ул. Ленинградская, - ул. Лиманная, - ул. Литвинова, - ул. Луначарского, - ул. Мельничная. |

## Население
| 2002 | 2010 |
| ---- | ---- |
| 232  | ↗250 |